# تپه دیلزه
تپه دیلزه مربوط به سدهٔ ۸–۶ ه.ق است و در شهرستان پیرانشهر، بخش مرکزی، دهستان پیران، روستای دیلزه واقع شده و این اثر در تاریخ ۲۵ آبان ۱۳۸۷ با شمارهٔ ثبت ۲۳۶۰۶ به‌عنوان یکی از آثار ملی ایران به ثبت رسیده است.